# Малогнеушево
Малогне́ушево — деревня в Рыльском районе Курской области. Административный центр Малогнеушевского сельсовета.

## География
Деревня находится на берегу реки Сейм (левый приток Десны), на расстоянии 4,5 км к юго-востоку от города Рыльск, административного центра района, и 104 км к юго-западу от города Курск, административного центра области.

### Климат
Деревня, как и весь Рыльский район, расположена в поясе умеренно-континентального климата с тёплым летом и относительно тёплой зимой (Dfb в классификации Кёппена).
| Показатель                                                                   | Янв. | Фев. | Март | Апр. | Май  | Июнь | Июль | Авг. | Сен. | Окт. | Нояб. | Дек. | Год  |
| ---------------------------------------------------------------------------- | ---- | ---- | ---- | ---- | ---- | ---- | ---- | ---- | ---- | ---- | ----- | ---- | ---- |
| Средний суточный максимум, °C                                                | −3,6 | −2,5 | 3,5  | 13,4 | 19,6 | 22,8 | 25,2 | 24,6 | 18,4 | 10,9 | 3,8   | −0,8 | 11,3 |
| Средняя температура, °C                                                      | −5,6 | −5,1 | −0,2 | 8,5  | 14,9 | 18,5 | 20,9 | 20   | 14,2 | 7,5  | 1,6   | −2,7 | 7,7  |
| Средний суточный минимум, °C                                                 | −8,1 | −8,3 | −4,3 | 3    | 9,2  | 13,1 | 15,9 | 14,9 | 9,9  | 4,1  | −0,7  | −4,9 | 3,6  |
| Норма осадков, мм                                                            | 50   | 44   | 48   | 49   | 64   | 70   | 81   | 51   | 57   | 55   | 48    | 49   | 666  |
| Источник: Погода по месяцам c ru.climate-data.org(дата обращения: Июнь 2021) |      |      |      |      |      |      |      |      |      |      |       |      |      |

### Часовой пояс
Деревня Малогнеушево, как и вся Курская область, находится в часовой зоне МСК (московское время). Смещение применяемого времени относительно UTC составляет +3:00.

## Население
| 2002 | 2010 |
| ---- | ---- |
| 630  | ↘544 |

## Улицы
| - ул. Жириновского, - ул. Лесная, - ул. Набережная, | - ул. Советская, - ул. Центральная, - ул. Школьная. |

## Инфраструктура
Личное подсобное хозяйство. Функционируют детский сад и школа.

## Транспорт
Деревня находится в 0,5 км от автодороги регионального значения 38К-030 (Рыльск — Коренево — Суджа), на автодороге межмуниципального значения 38Н-566 (38К-030 — Малогнеушево — п. им. Куйбышева — Семеново с подъездом к Износково), в 4 км от ближайшей ж/д станции Рыльск (линия 358 км — Рыльск). Остановка общественного транспорта.
В 164 км от аэропорта имени В. Г. Шухова (недалеко от Белгорода).